# Merry Christmas with Love
Merry Christmas with Love è il secondo album in studio, il primo natalizio, del cantante statunitense Clay Aiken, pubblicato nel 2004.

## Tracce
1. O Holy Night
2. Winter Wonderland
3. Silent Night
4. Medley: Hark! The Herald Angels Sing/O Come All Ye Faithful
5. Have Yourself a Merry Little Christmas
6. Mary, Did You Know?
7. Joy to the World
8. The Christmas Song
9. Don't Save It All for Christmas Day
10. Merry Christmas with Love
11. Sleigh Ride
12. What Are You Doing New Year's Eve?